# Colobaspis pallida
Colobaspis pallida es una especie de coleóptero de la familia Megalopodidae.

## Distribución geográfica
Habita en China.